# Arminia Bielefeld/Saison 1963/64
Dieser Artikel beschreibt den Verlauf der Saison 1963/64 von Arminia Bielefeld. Arminia Bielefeld trat in der Saison in der seinerzeit zweitklassigen Regionalliga West an und belegte am Saisonende den elften Platz. Im Westdeutschen Pokal erreichten die Arminen das Achtelfinale und verpassten die Qualifikation zum DFB-Pokal.

## Personalien

### Kader
| Wolfgang Schlichthaber |
| Andreas Triebel        |

| Dieter Czichos  |
| Theodor Flieger |
| Rudolf Giersch  |
| Erwin Heidinger |
| Manfred Menzel  |
| Dieter Schulz   |

| Wilfried Biermann     |
| Horst Möntmann        |
| Werner Ruchel         |
| Heinz-Günter Sibilski |

| Peter Dammann   |
| Horst Gamon     |
| Harry Garstecki |
| Bernd Kirchner  |
| Gerd Roggensack |

Der Name des Mannschaftskapitäns ist nicht bekannt.

### Transfers zur Saison 1963/64
| Zugänge | Abgänge |
| --- | --- |
| - Theodor Flieger (SV Sodingen) - Gerd Roggensack (Borussia Dortmund) - Heinz-Günter Sibilski (Dortmunder SC 95) - Andreas Triebel (BV Werther) | - O. Biermann (Karriereende) - Edwin Diekmann (unbekannt) - Günter Eifler (unbekannt) - Horst Mierzwa (Karriereende) - Klaus Redecker (Karriereende) |

### Funktionäre und Trainer Saison 1963/64
| Funktion        | Name          |
| --------------- | ------------- |
| Cheftrainer     | Hellmut Meidt |
| Geschäftsführer | Hans Büttner  |

## Saison
Alle Ergebnisse aus Sicht von Arminia Bielefeld. Grün unterlegte Ergebnisse kennzeichnen einen Sieg, rot unterlegte eine Niederlage und gelb unterlegte ein Unentschieden.

### Regionalliga
| ST | Datum              | Gegner                   | Ort      | Ergebnis | Tor(e) für Arminia                                   |
| -- | ------------------ | ------------------------ | -------- | -------- | ---------------------------------------------------- |
| 1  | 4. August 1963     | Hamborn 07               | Heim     | 6:1      | Roggensack (3), Dammann, Kirchner, Möntmann          |
| 2  | 11. August 1963    | Lüner SV                 | Auswärts | 3:1      | Dammann, Flieger, Roggensack                         |
| 3  | 18. August 1963    | SpVgg Herten             | Heim     | 1:1      | Möntmann                                             |
| 4  | 24. August 1963    | TuS Duisburg 48/99       | Auswärts | 2:0      | Roggensack, Sibilski                                 |
| 5  | 1. September 1963  | Rot-Weiss Essen          | Heim     | 3:0      | Roggensack (2), Möntmann                             |
| 6  | 7. September 1963  | Duisburger SpV           | Auswärts | 0:4      |                                                      |
| 7  | 15. September 1963 | Westfalia Herne          | Heim     | 2:0      | Flieger, Roggensack                                  |
| 8  | 21. September 1963 | Sportfreunde Siegen      | Auswärts | 3:3      | Biermann, Roggensack; Eigentor von Herbert Fischdick |
| 9  | 29. September 1963 | Bayer 04 Leverkusen      | Heim     | 2:2      | Biermann, Ruchel                                     |
| 10 | 5. Oktober 1963    | VfB Bottrop              | Auswärts | 3:0      | Ruchel (2), Giersch                                  |
| 11 | 13. Oktober 1963   | Wuppertaler SV           | Heim     | 1:1      | Roggensack                                           |
| 12 | 27. Oktober 1963   | Rot-Weiß Oberhausen      | Auswärts | 2:3      | Flieger, Kirchner                                    |
| 13 | 3. November 1963   | STV Horst-Emscher        | Heim     | 3:0      | Ruchel (2), Giersch                                  |
| 14 | 10. November 1963  | Schwarz-Weiß Essen       | Auswärts | 4:3      | Giersch (3), Ruchel                                  |
| 15 | 17. November 1963  | Alemannia Aachen         | Heim     | 1:1      | Flieger                                              |
| 16 | 23. November 1963  | Borussia Mönchengladbach | Auswärts | 0:5      |                                                      |
| 17 | 1. Dezember 1963   | Fortuna Düsseldorf       | Heim     | 1:0      | Roggensack                                           |
| 18 | 8. Dezember 1963   | SC Viktoria Köln         | Auswärts | 1:3      | Biermann                                             |
| 19 | 15. Dezember 1963  | TSV Marl-Hüls            | Heim     | 1:2      | Roggensack                                           |
| 20 | 29. Dezember 1963  | Lüner SV                 | Heim     | 2:0      | Flieger, Roggensack                                  |
| 21 | 5. Januar 1964     | Hamborn 07               | Auswärts | 0:2      |                                                      |
| 22 | 12. Januar 1964    | TuS Duisburg 48/99       | Heim     | 1:2      | Ruchel                                               |
| 23 | 19. Januar 1964    | Rot-Weiss Essen          | Auswärts | 3:3      | Flieger (2), Roggensack                              |
| 24 | 26. Januar 1964    | Duisburger SpV           | Heim     | 1:1      | Eigentor von Wolfgang Schmiel                        |
| 25 | 2. Februar 1964    | Westfalia Herne          | Auswärts | 0:2      |                                                      |
| 26 | 16. Februar 1964   | Sportfreunde Siegen      | Heim     | 4:2      | Ruchel (2), Dammann, Kirchner                        |
| 27 | 23. Februar 1964   | SpVgg Herten             | Auswärts | 0:2      |                                                      |
| 28 | 1. März 1964       | Bayer 04 Leverkusen      | Auswärts | 0:4      |                                                      |
| 29 | 8. März 1964       | VfB Bottrop              | Heim     | 4:4      | Ruchel (2), Biermann, Roggensack                     |
| 30 | 15. März 1964      | TSV Marl-Hüls            | Auswärts | 1:1      | Flieger                                              |
| 31 | 22. März 1964      | Wuppertaler SV           | Heim     | 0:3      |                                                      |
| 32 | 27. März 1964      | STV Horst-Emscher        | Auswärts | 2:0      | Giersch, Roggensack                                  |
| 33 | 5. April 1964      | Rot-Weiß Oberhausen      | Heim     | 1:0      | Roggensack                                           |
| 34 | 12. April 1964     | Fortuna Düsseldorf       | Auswärts | 0:2      |                                                      |
| 35 | 19. April 1964     | SC Viktoria Köln         | Heim     | 4:2      | Roggensack (2), Gamon, Kirchner                      |
| 36 | 26. April 1964     | Alemannia Aachen         | Auswärts | 0:8      |                                                      |
| 37 | 3. Mai 1964        | Borussia Mönchengladbach | Heim     | 3:2      | Flieger (2), Möntmann                                |
| 38 | 10. Mai 1964       | Schwarz-Weiß Essen       | Heim     | 1:1      | Giersch                                              |

### Westdeutscher Pokal
| Runde | Datum             | Gegner                   | Ort      | Ergebnis  | Tor(e) für Arminia |
| ----- | ----------------- | ------------------------ | -------- | --------- | ------------------ |
| 1     | 26. Dezember 1963 | SpVgg Fichte Bielefeld   | Auswärts | 2:1 n. V. | nicht bekannt      |
| 2     | 8. Februar 1964   | Union Herford            | Auswärts | 2:0 n. V. | nicht bekannt      |
| ZR    | 26. Februar 1964  | STV Horst-Emscher        | Heim     | 2:1       | nicht bekannt      |
| AF    | 4. März 1964      | Borussia Mönchengladbach | Auswärts | 0:5       |                    |

## Statistiken

### Spielerstatistiken
Die Zahlen in Klammern nennen die Anzahl der Spiele und die Anzahl der Tore.
| Wolfgang Schlichthaber (33/0) |
| Andreas Triebel (5/0)         |

| Dieter Czichos (11/0)   |
| Theodor Flieger (38/10) |
| Rudolf Giersch (36/6)   |
| Erwin Heidinger (30/0)  |
| Manfred Menzel (28/0)   |
| Dieter Schulz (34/0)    |

| Wilfried Biermann (10/4)     |
| Horst Möntmann (20/4)        |
| Werner Ruchel (23/9)         |
| Heinz-Günter Sibilski (25/1) |

| Peter Dammann (15/3)    |
| Horst Gamon (24/1)      |
| Harry Garstecki (0/0)   |
| Bernd Kirchner (26/5)   |
| Gerd Roggensack (37/20) |

### Zuschauer
Arminia Bielefeld begrüßte zu seinen 19 Heimspielen insgesamt 199.600 Zuschauer, was einem Schnitt von 10.505 entspricht. Damit belegte Arminia Bielefeld Platz fünf in der Zuschauertabelle. Den Zuschauerrekord gab mit 21.000 gegen Alemannia Aachen, während nur 4500 Zuschauer das Spiel gegen Borussia Mönchengladbach sehen wollten.